# Stachelbeerbaum
Der Stachelbeerbaum (Phyllanthus acidus), auch als Baumstachelbeere oder Grosella bezeichnet, ist ein Gehölz aus der Familie der Phyllanthaceae in der Ordnung der Malpighienartigen. Er wird als tropischer und subtropischer Obstbaum genutzt, dessen Früchte zu Relishes, Gelee und Süßspeisen verarbeitet werden. Die Herkunft der Art ist unklar, sie wird jedoch sowohl in der Neuen als auch Alten Welt kultiviert. 

## Beschreibung
Der laubabwerfende Stachelbeerbaum wächst strauchförmig oder als bis zehn Meter hoher Baum mit wenigen, ausladenden Ästen. Die Borke ist rau und hell- bis graubraun. Er verliert in der Trockenzeit die Blätter.

### Blätter

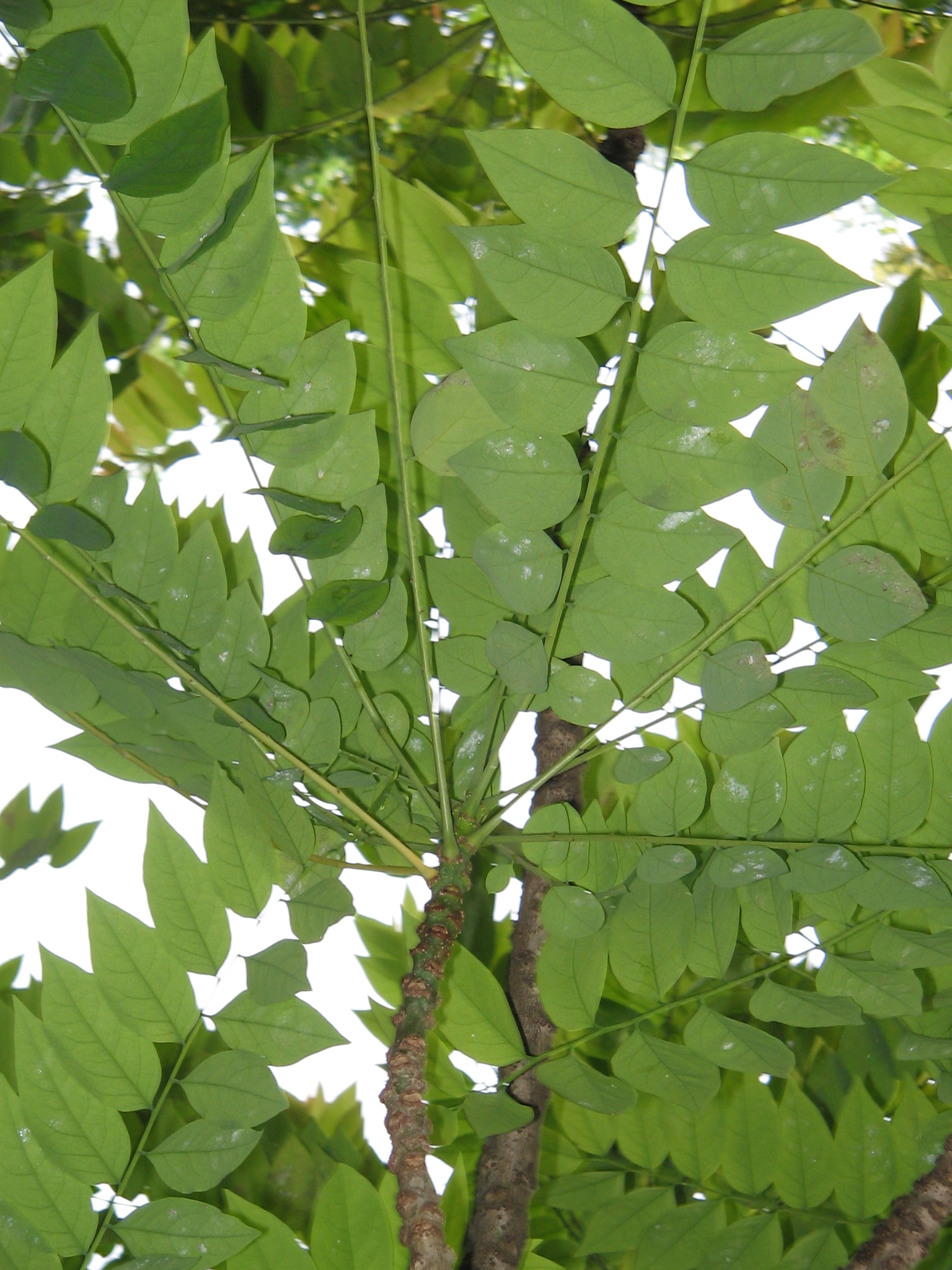
Blätter

Bis zu 40 Blätter stehen zweizeilig wechselständig an dünnen, bis 50 Zentimeter langen Zweigen. Die beblätterten Zweige, die Fiederblätter ähneln, stehen gehäuft am Ende stärkerer Zweige. Sie fallen mit den Blättern ab und hinterlassen an den Ästen Blattnarben ähnelnde Male. Die Blattspreiten sind 2 bis 8 Zentimeter lang und 1 bis 4 Zentimeter breit, zugespitzt eiförmig oder eilanzettlich und ganzrandig. Die Blätter sind weich, junge Blätter sind rötlich und werden später matt hellgrün. Die Blattunterseite ist flaumig behaart. Die Blattstiele werden 2 bis 3 Millimeter lang. An der Basis jedes Blatts stehen zwei kleine Nebenblätter.

### Blüten

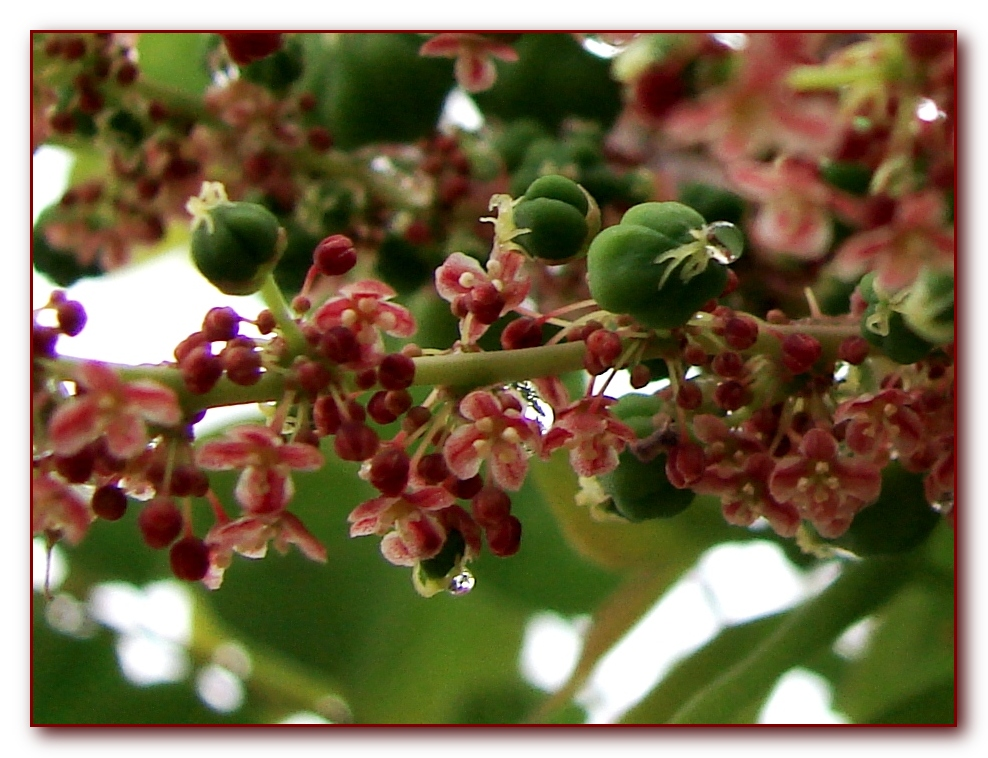
Blüten und unreife Früchte

Die Blüten wachsen zahlreich in bis zu 12 Zentimeter langen, hängenden Rispen, die sich direkt an blattlosen Bereichen der Äste und des Stammes entwickeln. Die Blüten sind sehr klein, unscheinbar, kurz gestielt und grünlich rosa, meist eingeschlechtig selten zwittrig. Kronblätter fehlen, die meist vier Kelchblätter sind schuppenartig. Männliche Blüten haben vier Staubblätter, weibliche Blüten haben meist vier Staminodien, der Fruchtknoten ist drei- oder vierkammerig. Der Baum blüht und trägt ganzjährig Früchte.

### Früchte
Die Früchte sind büschelweise an den Ästen hängende Steinfrüchte. Sie sind breit rundlich, 2 Zentimeter lang mit Durchmesser bis 2,7 Zentimeter. Reife Früchte sind blass gelb und durch fünf bis sieben Einschnürungen längs gefurcht. Die Fruchtschale ist dünn, glatt und durchscheinend, das Fruchtfleisch fest, saftig und glasig. Der Geschmack der Frucht ist sehr sauer, aromatisch und etwas adstringierend. Jede Frucht enthält einen rundlichen, etwa 1 Zentimeter großen, längs gefurchten harten, gelbbraunen Steinkern, der fest am Fruchtfleisch haftet.

### Chromosomenzahl
Die Chromosomenzahl beträgt 2n = 26.

## Verbreitung und Ökologie
Die Herkunft der Art ist unklar, sie stammt möglicherweise aus dem Nordosten von Brasilien oder aus Madagaskar. Heute findet man sie kultiviert weltweit in tropischen und subtropischen Gebieten, besonders häufig in Südostasien, Indien, Südvietnam, Malaysia und auf den Philippinen, auf Guam, Hawaii und anderen pazifischen Inseln, aber auch in Mittel- und Südamerika. In Jamaika wurde sie aus Timor 1793 eingeführt. Verwilderte Bäume finden sich auch einzeln in Süd-Florida.
Der Stachelbeerbaum ist ein anspruchsloser und trockenresistenter Obst- und Zierbaum, der meist in Hausgärten kultiviert wird. Die Vermehrung erfolgt durch Sämlinge. Er wächst in niedrigen Höhenlagen, in El Salvador bis in etwa 1000 Meter Höhe. An den Boden stellt die Art geringe Ansprüche, sie bevorzugt jedoch feuchte Böden.

## Systematik und Forschungsgeschichte
Der Stachelbeerbaum (Phyllanthus acidus) ist eine Art aus der Gattung Phyllanthus in der Familie der Phyllanthaceae. Dort wird die Gattung in der Unterfamilie Phyllanthoideae der Tribus Phyllantheae zugeordnet.
Er wurde von Carl von Linné 1753 als Averrhoa acida (Basionym) in Species Plantarum der Gattung der Gurkenbäume (Averrhoa) zugeordnet, 1767 in Mantissa Plantarum als Cicca disticha der Gattung Cicca. Cicca wird heute nicht mehr als eigene Gattung gesehen, sondern als Synonym der Gattung Phyllanthus.

## Verwendung

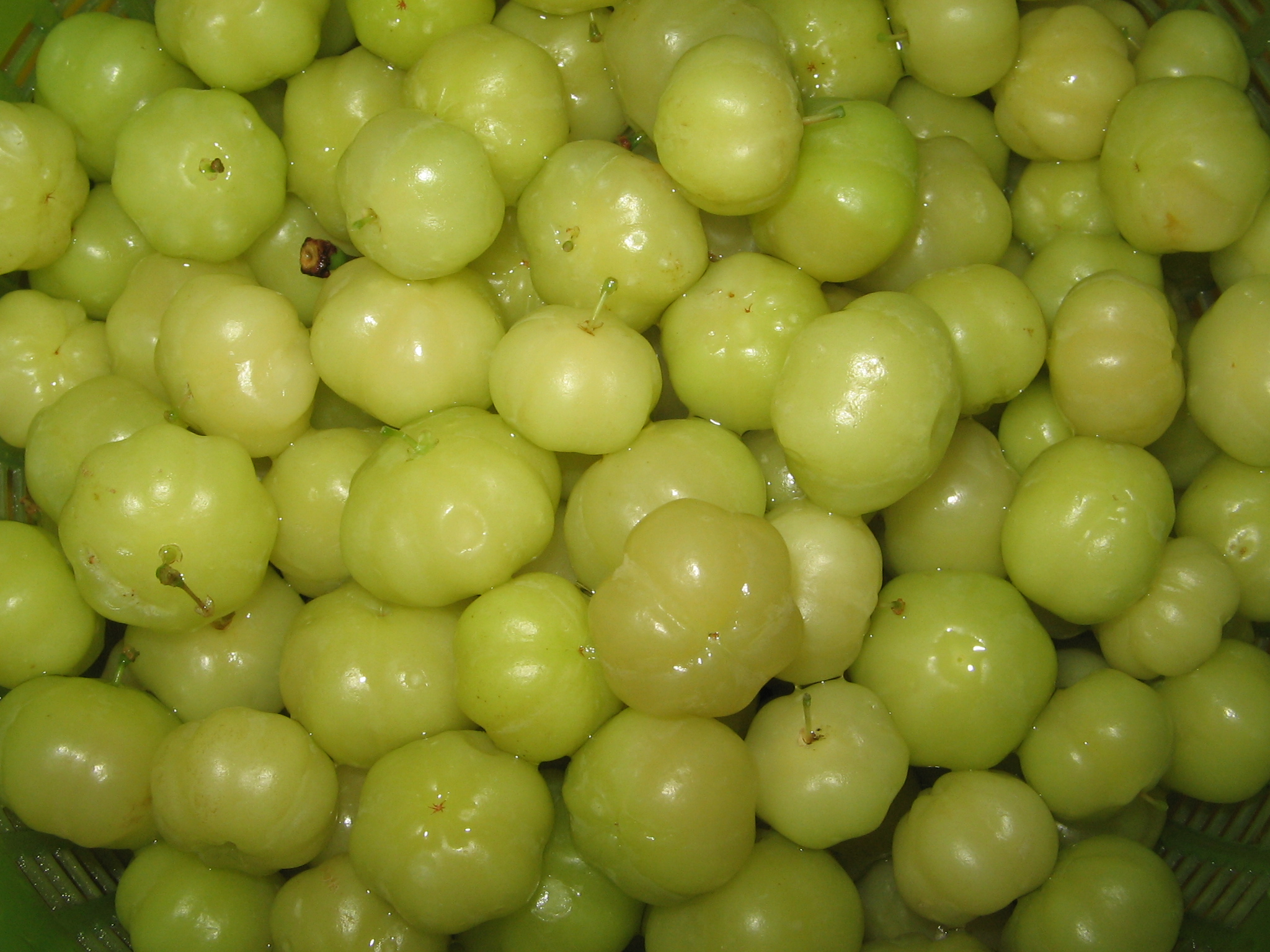
Früchte

Grosella-Früchte sind sehr sauer und reich an Vitamin C. Sie werden roh oder gezuckert gegessen oder süßsauer eingelegt und als würzige Zutat verschiedenen Speisen beigegeben (Relish). Aus gezuckerten Früchten wird ein aromatischer Sirup gewonnen, der Saft gepresster Früchte wird für Erfrischungsgetränke verwendet. Die Früchte werden zu Chutneys, Marmelade und Gelee verarbeitet, aber auch getrocknet, kandiert und gesalzen verwendet.
Junge Blätter können als Gemüse zubereitet werden. Die Wurzeln und die Borke sind schwach giftig und werden in der Volksmedizin als Abführmittel und gegen Bronchitis und Schuppenflechte eingesetzt. Das Holz wird selten verwendet.
In Süd-Indien werden die Früchte zweimal im Jahr geerntet, von April bis Mai und von September bis Oktober. In anderen Gebieten ist der Januar die Haupterntezeit.